# Pistola di Cechov
La pistola di Čechov è un principio narrativo secondo il quale ciascun elemento di una storia deve servire a qualcosa, e qualsiasi cosa irrilevante deve essere eliminata. Questo principio era un consiglio che Anton Čechov dava ai giovani drammaturghi.
Il termine è stato rielaborato recentemente per indicare elementi di una vicenda introdotti vicino all'inizio ma la cui importanza viene rivelata più tardi; tale significato è del tutto slegato da quello inteso da Čechov.

## Principio
Questo punto venne ripetuto da Čechov in vari modi. Per esempio, nella sua lettera ad Aleksandr Semenovich Lazarev, disse:
Oppure in Memoirs (1911) di Sergius Shchukin, il concetto venne espresso in questo modo:

## Critica
Ernest Hemingway, nel suo saggio L'arte del racconto, prende in giro questo principio prendendo come esempio il suo racconto Cinquanta bigliettoni, in cui due personaggi vengono introdotti e poi mai più menzionati.